# Leonzia (filosofa)
Leonzia (in greco antico: Λεόντιον?, Leóntion, in latino Leontium; fl. 300 a.C.) è stata una filosofa greca antica esponente dell'epicureismo.

## Biografia
Allieva di Epicuro, fu la compagna di Metrodoro di Lampsaco, brillante esponente epicureo.
Su di lei abbiamo poche informazioni; potrebbe essere stata un'etera, anche se non si può escludere che si tratti di calunnia, dovuta a propaganda anti-epicurea o semplicemente misogina. D'altra parte, è anche vero che nella Grecia del tempo erano le etere a godere di un'indipendenza solitamente negata alle donne "comuni". Questa indipendenza avrebbe permesso a Leonzia di frequentare il Giardino, la scuola filosofica di Epicuro, che, diversamente dalle altre, permetteva la partecipazione di donne e schiavi.

## Nella cultura successiva
Secondo Cicerone, Leonzia avrebbe polemizzato contro Teofrasto, il secondo scolarca della Scuola peripatetica.
(Marco Tullio Cicerone, De natura deorum, I 93)
Il tono aspro di Cicerone è probabilmente dovuto alla sua costante avversione per l'epicureismo.
Anche Plinio il Vecchio riprese la polemica di Leonzio contro Teofrasto. Sempre secondo Plinio, fu ritratta dal pittore Aristide di Tebe in un'opera intitolata Leonzia pensa a Epicuro.
Diogene Laerzio ci ha tramandato una parte di una lettera che Epicuro scrisse a Leonzia, che viene lodata dal maestro per le sue valide argomentazioni contro alcune dottrine filosofiche, non specificate da Diogene.
Alcifrone, autore di epistole fittizie, ne compose anche una di Leonzia a Lamia, in cui la prima si lamenta delle attenzioni nei suoi confronti da parte di Epicuro, incongrue in quanto ormai ultra-ottantenne.
Leonzia fu ricordata anche da Giovanni Boccaccio nel suo De mulieribus claris.
Christine de Pizan, nel suo libro La città delle Dame scritto nell'inverno tra il 1404 e il 1405, con riferimento a donne di grande erudizione, descrive la filosofa greca Leonzio "così abile, che osò riprendere e confutare con argomentazioni chiare e giuste il filosofo Teofrasto, molto celebre ai suoi tempi."